# Барретт, Джереми
Джереми Барретт (англ. Jeremy Barrett; 10 апреля 1984 года в Сарасоте, Флорида, США) — американский фигурист, выступавший в парном катании. В паре с Кейди Денни, он — чемпион США 2010 года.
Ранее, в паре с Шанталь Джордан, Барретт был чемпионом США среди юниоров (в 2004 году).

## Карьера
Джереми Баррет начал кататься на коньках в возрасте 8 лет. Как одиночник, на уровне «новичка», он соревновался на региональном уровне. Первой партнёршей Джереми в парном катании стала его сестра Шон-Мари и они отбирались на юниорский чемпионат США.
В 2001 году Джереми встал в пару с Шанталь Джордан. Из-за разницы в возрасте они не могли соревноваться на юниорском международном уровне (когда Шанталь исполнилось 15 лет, Джереми было уже больше 21). На внутренней арене, они выигрывали чемпионат США среди юниоров 2004 года, а также в 2005 году участвовали вне конкурса в чемпионате Франции и заняли там первое место. После сезона 2005—2006 пара распалась.
В течение четырёх месяцев, в 2006 году Берретт пробовал скататься с Коди Денней, но она решила сосредоточиться на одиночном катании. Джереми не стал искать новую партнёршу, и два года ждал возвращения в парное катание Коди. В это время, чтобы оплачивать тренировки Барретт работал в качестве тренера, водителя льдозаливочной машины, официанта в снек-баре. В 2008 году пара с Деннеу восстановилась и сразу многое стало получаться. Они стали четвёртыми на турнире «Nebelhorn Trophy», а затем вторыми на чемпионате США, на чемпионатах Четырёх континентов и мира вошли в десятку, что хорошо для дебюта. Как занявшие наивысшее место из американских пар на чемпионате мира (9-е место), были отобраны ИСУ для участия в первом в истории командном чемпионате мира.
В следующем, олимпийском, сезоне Денни и Барретт выиграли чемпионат США и вошли в сборную страны на Олимпийские игры в Ванкувере. Там они заняли 13-е место и завершили сезон на 7 месте чемпионата мира.
В 2011 году пара смогла занять лишь третье место на национальном первенстве и таким образом не отобрались на чемпионат мира 2011 года, где у США было лишь 2 места в парном катании. В феврале того же года, пара объявила о распаде. Барретт решил завершить любительскую спортивную карьеру. В настоящее время выступает в шоу и работает тренером в "The Saveology Ice Complex".

## Спортивные достижения
(с К. Денни)
| Соревнования                   | 2008—2009 | 2009—2010 | 2010—2011 |
| ------------------------------ | --------- | --------- | --------- |
| Зимние Олимпийские игры        |           | 13        |           |
| Чемпионаты мира                | 9         | 7         |           |
| Чемпионаты Четырёх континентов | 6         |           |           |
| Чемпионаты США                 | 2         | 1         | 3         |
| Этапы Гран-при: Skate America  |           |           | 4         |
| Этапы Гран-при:Skate Canada    |           | 5         |           |
| Этапы Гран-при:NHK Trophy      |           | 4         | 5         |
| Командные чемпионаты мира      | 4/1*      |           |           |
| Nebelhorn Trophy               | 4         |           |           |

- * — место в личном зачете/командное место

(с Ш. Джордан)
| Соревнования       | 2001—2002 | 2002—2003 | 2003—2004 | 2004—2005 | 2005—2006 |
| ------------------ | --------- | --------- | --------- | --------- | --------- |
| Чемпионаты США     | 9N.       | 9J.       | 1J.       | 10        | 11        |
| Чемпионаты Франции |           |           |           | 1 G.      |           |
| NACS Waterloo      |           |           |           | 2         |           |
| Eastern Sectionals | 1N.       | 3J.       | 1J.       | 3         | 2         |

- N = уровень «новички»; J = юниорский уровень; G = гости, вне конкурса